# بشتة كوارو (ده كردي)
بشتة كوارو (بالفارسية: پشته کوارو) هي قرية تقع في إيران في البلدة المركزية.